# Oshima Yoshimasa
Visconde Ōshima Yoshimasa (大島 義昌, 20 de setembro de 1850 - 10 de abril de 1926) foi um general do Exército Imperial Japonês durante a Primeira Guerra Sino-Japonesa e a Guerra Russo-Japonesa. Seu tataraneto, Shinzō Abe, foi o primeiro-ministro do Japão.

## Biografia

### Primeiros anos
Ōshima foi o filho mais velho de um samurai do Domínio de Chōshū (atual Prefeitura de Yamaguchi), e lutou como membro das forças da Aliança Satcho em apoio ao Imperador Meiji durante a Guerra Boshin contra o xogunato Tokugawa.

### Exército Imperial Japonês
Após a Restauração Meiji, ele frequentou a escola militar em Osaka em 1870 e foi comissionado como tenente no incipiente Exército Imperial Japonês (EIJ) em agosto de 1871. Designado para o 4º Regimento de Infantaria do EIJ, foi promovido a capitão no ano seguinte e tornou-se comandante de batalhão do 1º Regimento de Infantaria do EIJ em 1873.

#### Rebeliões
Durante a Rebelião de Satsuma de 1877, foi promovido a major. Após a guerra, ele serviu em vários cargos do Estado-Maior na Guarnição de Sendai e tornou-se coronel em 1886. Em 1887, tornou-se chefe de gabinete da Guarnição de Tóquio e, seguindo a reorganização do Exército Imperial Japonês sob as recomendações da Prússia, tornou-se chefe de gabinete da 1ª Divisão de infantaria. Em junho de 1891, Ōshima foi promovido a major-general e recebeu o comando da 9ª Brigada de Infantaria, que também foi denominada “Brigada Combinada de Ōshima”. Despachado para a Península Coreana em 1894 durante a Rebelião Camponesa Donghak, sua força de 4.000 homens foi encarregada de expulsar o Exército de Beiyang do Império da China do território coreano à força.

#### Primeira Guerra Sino-Japonesa
Em 28 de julho de 1894, suas forças derrotaram os chineses na Batalha de Seonghwan fora de Asan, ao sul de Seul, no primeiro confronto terrestre da Primeira Guerra Sino-Japonesa. Por sua vitória, Ōshima foi nomeado barão (danshaku) no sistema de nobreza kazoku e designado para comandar a Guarnição de Tsushima. Em fevereiro de 1898 foi promovido a tenente-general.

#### Guerra Russo-Japonesa
Durante a Guerra Russo-Japonesa, Ōshima foi comandante da 3ª Divisão de Infantaria sob o Segundo Exército Japonês, sob o comando do General Oku Yasukata. Ele liderou a divisão na Batalha de Liaoyang, Batalha de Shaho e na Batalha de Mukden. No final da guerra, ele foi promovido a general e serviu como governador-geral do Território Arrendado de Kwantung de outubro de 1905 a abril de 1912. Durante esse período, ele lançou as bases do que seria chamado de Exército de Guangdong.
Em 1907, Ōshima foi elevado ao status de visconde (shishaku). Ele serviu no Estado-Maior do Exército Imperial Japonês em setembro de 1911 e foi premiado com a Ordem das Flores da Paulownia em junho de 1912. Ele se aposentou do serviço militar em agosto de 1915 e morreu em 1926.